# Toleafoa Faafisi
Leaupepe Toleafoa Apulu Faafisi, né vers 1947, est un homme politique samoan.

## Biographie
Élu député une première fois en 1991 sous les couleurs du Parti pour le développement national des Samoa, le principal parti d'opposition, il rejoint le Parti pour la protection des droits de l'homme, le parti du gouvernement, dès son entrée au Fono (le parlement national). Il est élu président du Fono en 1996, et réélu à cette fonction en 2001. En 2006 il est nommé ministre de la Police dans le gouvernement du Premier ministre Tuilaepa Sailele Malielegaoi. Simple député de la majorité parlementaire de 2011 à 2016, il est ensuite à nouveau président du Parlement,,.
L'exercice de sa présidence durant la législature 2016-2021 est critiqué par l'opposition ; il est accusé de se soumettre aux instructions du Premier ministre plutôt que de mener la chambre de manière impartiale. Âgé de 73 ans et en fauteuil roulant, il ne se représente pas aux élections législatives de 2021 ; son fils Aiono Afaese Toleafoa est élu député dans sa circonscription,.